# Hannah Van Buren
Hannah Van Buren, née Hoes le 8 mars 1783 à Kinderhook (New York) et morte le 5 février 1819 à Albany (New York), est l'épouse de Martin Van Buren, homme politique qui deviendra plus tard le huitième président des États-Unis.

## Biographie

### Mariage et descendance
D'origine néerlandaise, comme son mari, elle l'épouse le 21 février 1807 à Catskill (New York) à l'âge de 23 ans alors qu'il en a 24. Elle lui donne quatre enfants :
- Abraham Van Buren (en) (1807-1873), officier ;
- John Van Buren (en) (1810-1866), avocat et procureur général ;
- Martin « Matt » Van Buren, Jr. (1812-1855), assistant politique de son père ;
- Smith Thompson Van Buren (1817-1876), assistant politique de son père.

### Décès
Hannah Van Buren meurt de la tuberculose en 1819, à l'âge de 35 ans. Son décès survient 18 ans avant que Martin Van Buren, qui ne se remariera pas, ne devienne président des États-Unis. Malgré cela, elle est considérée comme l'une des Premières dames des États-Unis. Dans les faits, c'est sa belle-fille, Angelica Singleton Van Buren, épouse d'Abraham, qui assure les fonctions traditionnellement associées à la Première dame.